# Skarb Nibelungów
Skarb Nibelungów lub (H-)Niflungów – najważniejszy wątek Pieśni o Nibelungach. Odpowiednik skarbu Andwariego (Andwaranaut) z Eddy Poetyckiej i Sagi o Völsungach. Przynosił zawsze śmierć kolejnemu swojemu właścicielowi.    
Początkowo był on majątkiem Nibelunga Starszego, władcy karłów zamieszkujących Nibelheim, który ukrył je we wnętrzu góry i oddał pod straż Alberyka (odpowiednik Andwariego). Po śmierci króla skarb wpadł w ręce Zygfryda, który zabił przy tym jego synów i spadkobierców: Schilbunga i Nibelunga Młodszego.
Po zabiciu Zygfryda przez Hagena z Tronege, za przyzwoleniem władców Burgundii (Gunter, Geront i Giselher), skarb odziedziczyła wdowa po Zygfrydzie, a zarazem siostra jego zabójców Krymhilda. Jednak Hagen widząc, że Krymhilda przez rozdawanie złota buduje wokół siebie stronnictwo wymierzone przeciw niemu i królom burgundzkim, podstępnie zatopił go w wodach Renu.
Dla Germanów wczesnego średniowiecza złoto, srebro i drogie kamienie były nie tylko kapitałem, ale i miały wartość symboliczną. Majątek, bogactwo traktowane było jako zmaterializowana władza, ucieleśnienie potęgi jego właściciela.
Pierwowzorem Skarbu Nibelungów było najprawdopodobniej przysłowiowe „złoto tolozańskie” (tuluzańskie). Justynus w XXXII księdze swojego Zarysu pisze, że celtyccy Tektosagowie po swojej łupieżczej wyprawie na Grecję i splądrowaniu wyroczni delfickiej  w 279 r. p.n.e., powrócili do ojczyzny w Galii Narbońskiej i w Jeziorze Toloskim (Tuluskim; może raczej rzeka Garumna, ob. Garonna) zatopili świętokradczo zdobyty łup, co uratowało ich od zarazy. W 105 r. p.n.e. Kwintus Korneliusz Cepion wydobył skarb i natychmiast został ukarany straszliwą klęską pod Arausio (ob. Orange) z ręki germańskich Cymbrów. Tradycja o klątwie ciążącej nad zatopionym skarbem utrwalić się mogła wśród Germanów dzięki Wizygotom, którzy w 418 r. n.e. ustanowili w Tolosie (Tuluzie) stolicę swojego państwa, ale na ostateczną wersję wydarzeń zapewne wpłynęła wiedza o tym że, we wczesnym średniowieczu z wód Renu wypłukiwano złoty piasek.